# Tempio della Terra
39°57′05.04″N 116°24′36″E

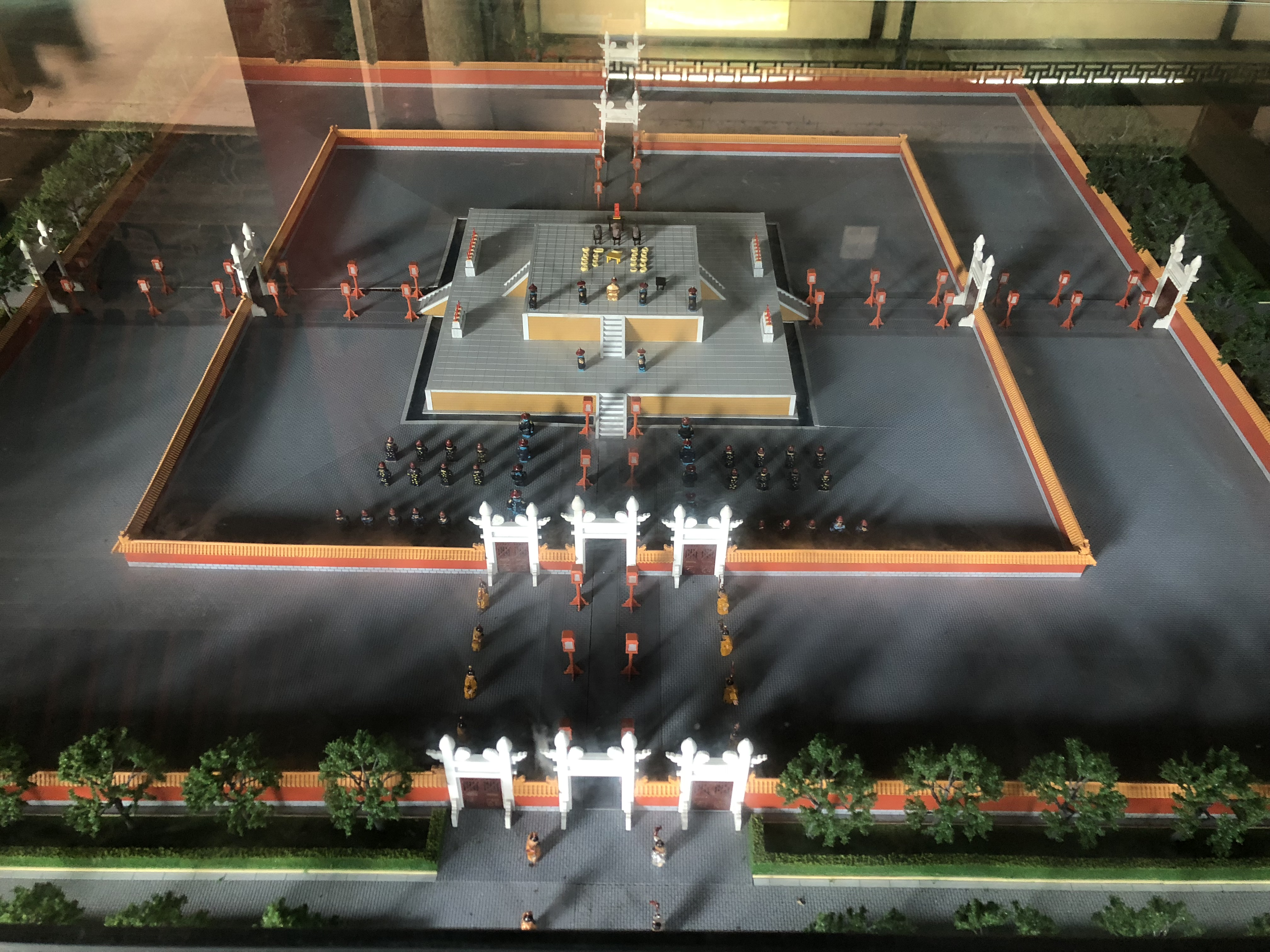
Ricostruzione plastica del Tempio della Terra.

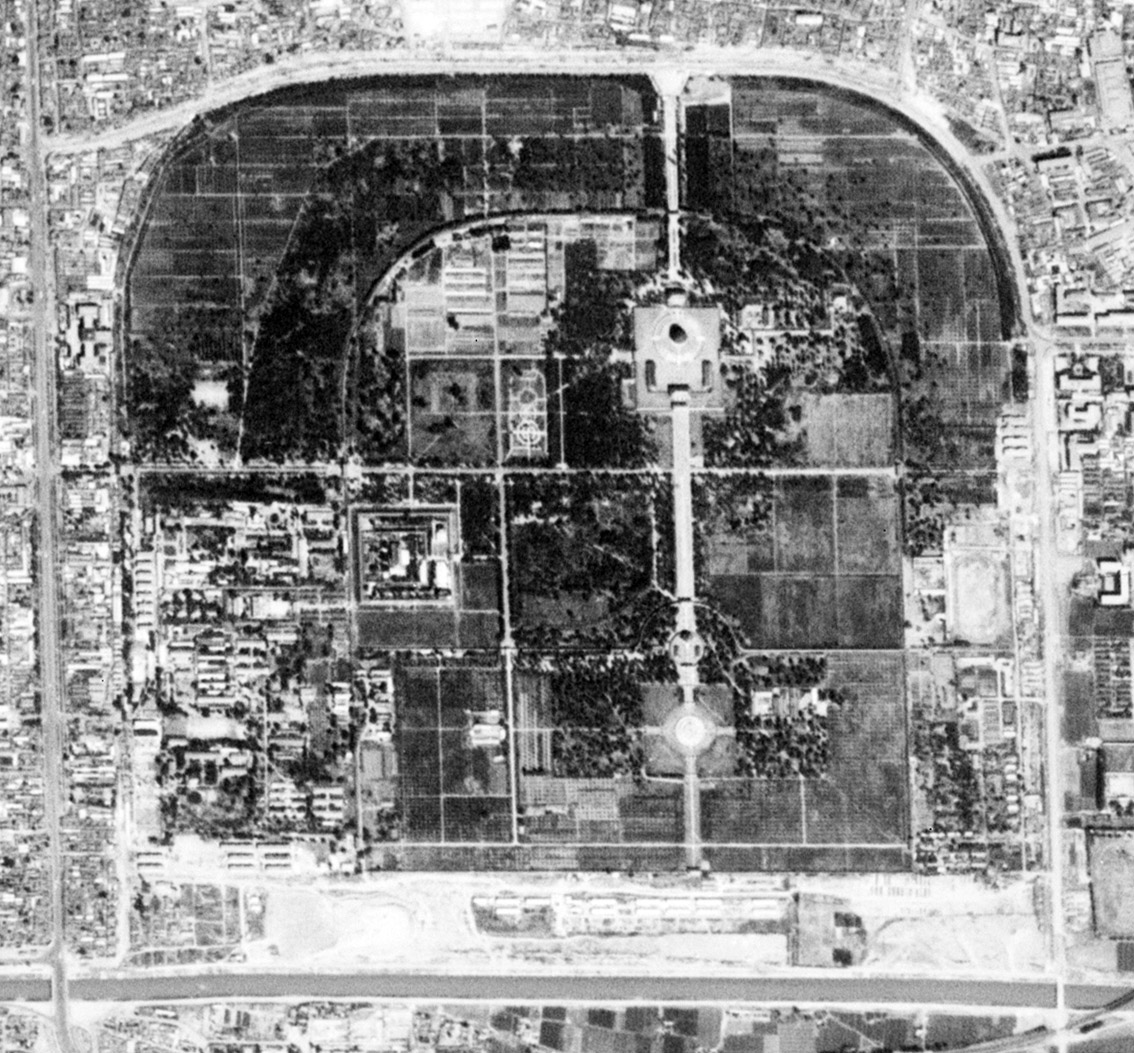
Immagine satellitare del parco del Tempio della Terra - 20 sett. 1967.

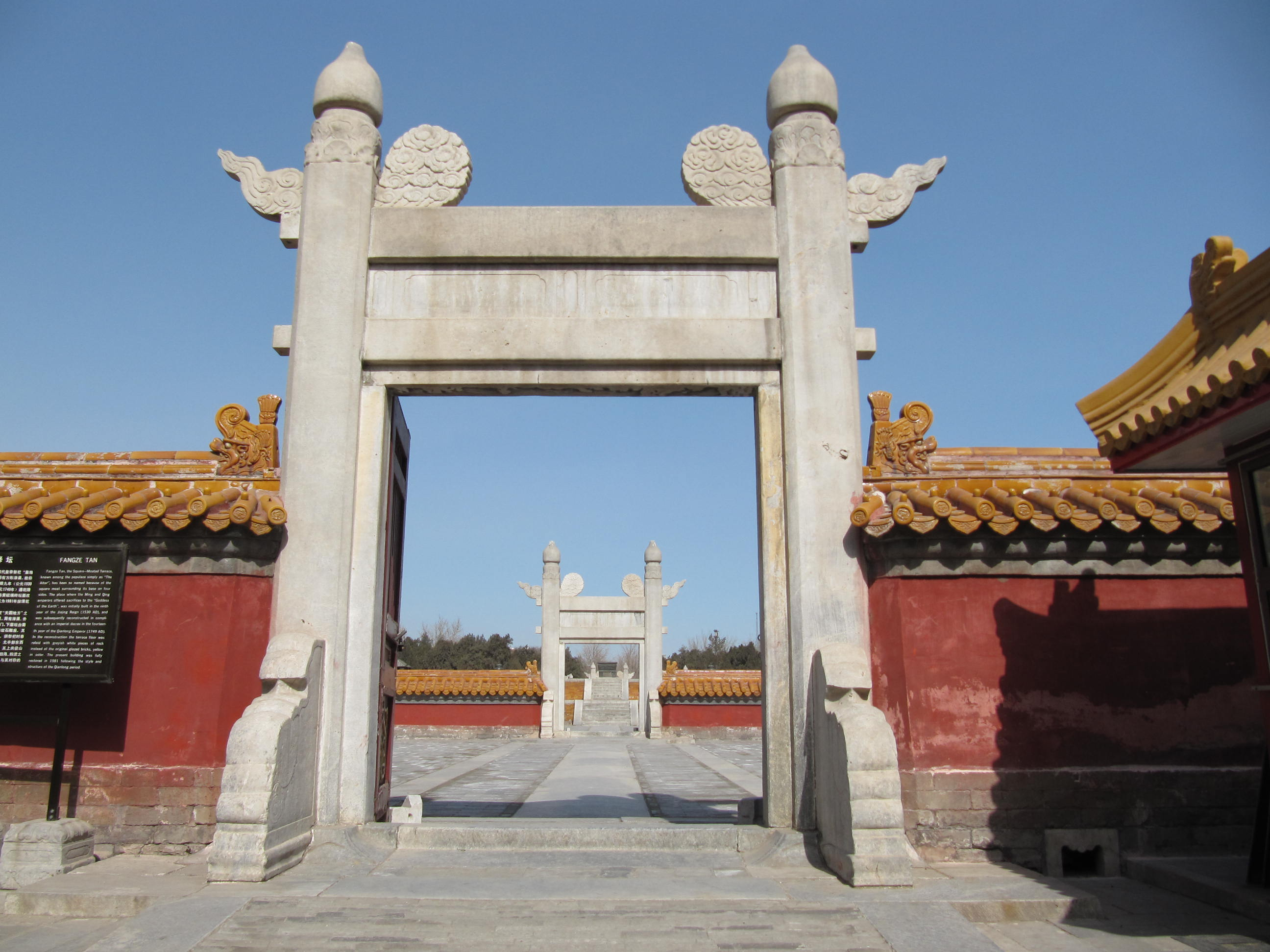
La passeggiata verso l'altare nel Tempio della Terra.

Il Tempio della Terra (cinese: 地壇T, 地坛S, Dì tánP) è uno dei templi di Pechino (Cina), nella parte settentrionale del centro storico, vicino all'area Andingmen, appena fuori dalla Seconda Tangenziale, a poche centinaia di metri a nord del tempio-monastero buddhista di Yonghe Gong. Con i suoi 42,7 ettari, è il secondo più grande dei quattro templi di Pechino, superato solo dal Tempio del Cielo.
Fu costruito nel 1530 durante la dinastia Ming. Gli imperatori delle dinastie Ming e Qing partecipavano al rituale annuale del solstizio d'estate delle offerte al cielo tramite l'altare del tempio.
Lungo una direttrice nord-sud, dall'altra parte di Pechino, in opposizione geomantica al Tempio della Terra, si trova il Tempio del Cielo, presso Chongwenmen.

## Storia

### Posizione, architettura e costruzione
Il Tempio della Terra fu costruito nel 1530 per volontà degli imperatori della dinastia Ming (regnante l'imperatore Jiajing) che vi si recavano periodicamente per assolvere sacrifici rituali propiziatori in ragione della natura "celestiale" dell'autocrazia sinica. Il complesso sorse a nord della cinta muraria cittadina e contestualmente all'erigenda del Tempio del Sole (a oriente della cinta) e del Tempio della Luna (a occidente della cinta). Con la costruzioni di questi nuovi complessi templari, Jiajing andavano a concludere intorno alla città di Pechino il circolo di protezione geomantica (fondamentale per la religione popolare cinese) avviato dai suoi predecessori con la costruzione del Tempio del Cielo e del Tempio dell'Agricoltura a sud della capitale.
Il parco del tempio copre uno spazio di 40 ettari al di fuori della Seconda Tangenziale di Pechino, un'area oggi densamente popolata della capitale. Presenta rigogliosi giardini e sentieri alberati. Durante la "Grande rivoluzione culturale", il tempio fu danneggiato; tuttavia, il sito è stato restaurato e rinnovato.
In accordo alla tradizione geomantica cinese, il tempio dedicato alla terra ha forma quadrata poiché il quadrato è simbolo della terra e del suolo. Il complesso edilizio del tempio abbonda poi di forme quadrate, nelle pareti degli edifici e negli altari. L'ubicazione stessa del tempio, a nord della città, era d'obbligo essendo il nord il punto cardinale associato alla terra. In opposizione al Tempio della Terra, il Tempio del Cielo si trova a sud, predilige forme circolari, ecc.
Il governo cinese ha elencato il tempio della Terra come uno dei monumenti storici più importanti sotto una speciale conservazione.

### Il tempio oggi: "Parco Ditan"

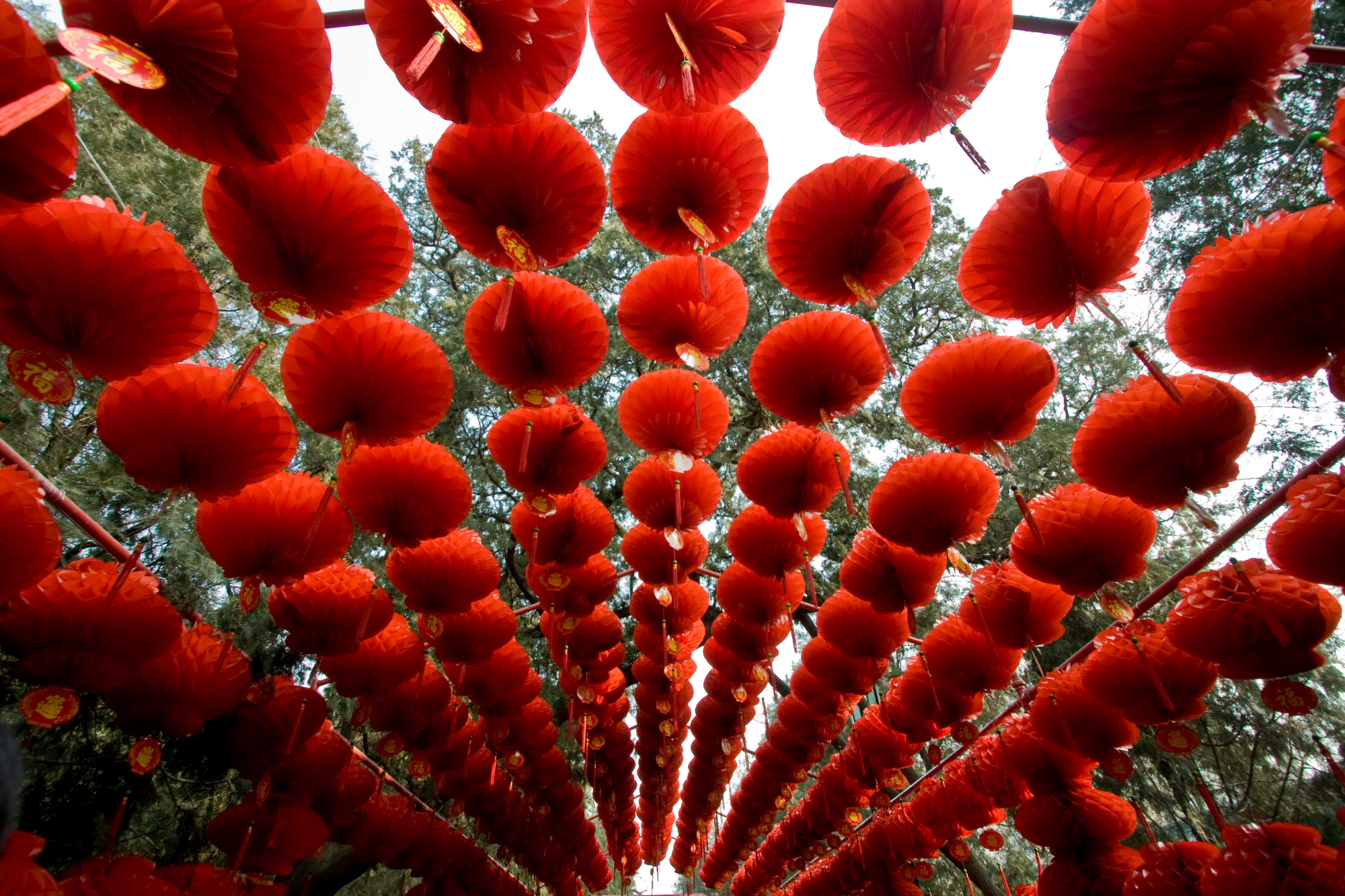
Lanterne rosse appese durante la celebrazione del nuovo anno cinese presso il Tempio della Terra.

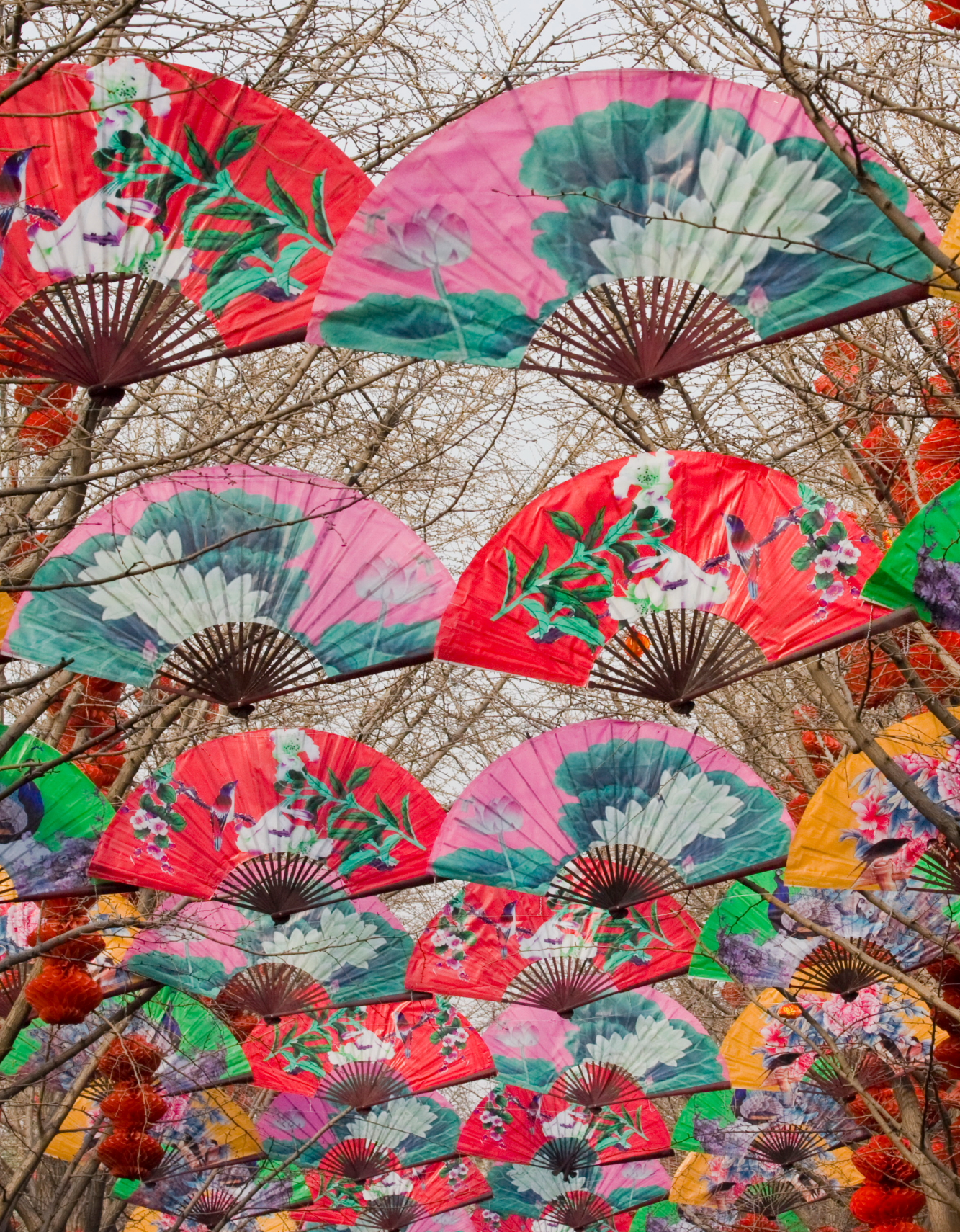
Ventagli variopinti appesi durante la celebrazione del nuovo anno cinese presso il Tempio della Terra.

È comune vedere stranieri e turisti cinesi visitare il parco del Tempio della Terra. Il tempio in sé occupa infatti uno spazio molto limitato dell'intero parco (noto come "Parco Ditan") ed è architettonicamente meno significativo del Tempio del Cielo. Il parco dispone di una sala giochi per bambini, un grande gioco calligrafico ad acqua (dove i turisti possono acquistare pennelli di grandi dimensioni e "dipingere" con acqua sul cemento.), ristorazione ed altre attrazioni. Parco Ditan è molto popolare sia tra i praticanti di jogging sia di Tai Chi. Dagli anni '80, le tradizionali fiere dei templi si svolgono regolarmente durante il capodanno lunare cinese.

## Religione
Il Tempio della Terra è il tempio principale di Pechino per l'adorazione del dio della Terra.
Il Tempio della Terra è stato utilizzato per uno scopo specifico: l'imperatore (Ming e Quing) lo usava per officiare sacrifici volti a placare le divinità per il bene dell'Impero: garantire pace e stabilità, propiziare un buon raccolto, ecc. I sacrifici si svolgevano durante il solstizio d'estate.
Durante il capodanno cinese, presso il Tempio della Terra si svolge un festival molto popolare. Migliaia di lanterne rosse vengono appese ai numerosi alberi del parco e migliaia di abitanti del posto e turisti accorrono ogni anno per partecipare.

## Descrizione
L'altare al centro del Tempio della Terra si chiama Fang Ze Tan, lett. "altare acquatico quadrato". Di forma quadrata, era circondato dall'acqua ma oggigiorno è prosciugato. Su un asse nord-sud, il tempio è costituito da 5 edifici principali: l'altare, la Casa del Rispetto Imperiale, il Padiglione del Sacrificio, il Palazzo Veloce e il Magazzino Divino (ove venivano conservate le derrate da utilizzare durante i sacrifici, prodotte dal "suolo sacro" del Tempio dell'Agricoltura, sempre a Pechino). L'altare Fang Ze, anche noto come l'Altare del Culto, è l'edificio principale del tempio ed occupa circa 18.000 metri quadrati.